# Philippe Boucaud
Pour les articles homonymes, voir Boucaud.
Philippe Boucaud, né le 6 septembre 1938 à Bourg-la-Reine (France), est un expert français spécialisé dans les étains anciens et les antiquités de haute époque.

## Biographie
Représentant la quatrième génération d’une famille d’antiquaires, il est le fils de Charles Boucaud, pionnier en matière de techniques d’identification et de classification. Il a exercé à la fois comme antiquaire (notamment à Paris, 25 rue du Bac) et comme expert international, tant auprès des grands musées que des commissaires-priseurs.

### Formation et responsabilités professionnelles
Après avoir suivi l’enseignement de l’École Technique Supérieure du Laboratoire et préparé une licence d'anglais en Sorbonne, il est élève de l’École du Louvre. Employé et acheteur chez « Étienne Boucaud antiquités » de 1959 à 1968, puis auprès de la société « Charles et Philippe Boucaud – Antiquités » à partir de 1968, il devient gérant de la société dès 1972 et en a cédé la gérance à son fils aîné, Jean-Christophe Boucaud.
Ancien membre du Syndicat National des Antiquaires, il est membre de la Chambre Nationale des Experts Spécialisés de 1975 à 1989 et président pour la région Paris-Ile-de-France de 1980 à 1988. Depuis 1989 il est membre du Syndicat Français des Experts Professionnels en Œuvres d'Art.
Il est président du Carré Rive Gauche de 1983 à 1988. À ce titre, il reçoit la Médaille de vermeil de la Ville de Paris.
Il est membre correspondant de la Pewter Society de Londres et du Pewter Collectors Club of America aux États-Unis.

## Recherche et enseignement
Philippe Boucaud a fait partie avec Bernard Deloche d’une unité de recherche de l’université Lyon 3 associée au CNRS de 1987 à 1989 (Centre d’étude des systèmes), puis, de 1990 à 2003, du LAMPAS (Laboratoire d’analyse morphologique des productions d’art par la statistique).
Par ses recherches d’archives et sa collecte systématique des poinçons des maîtres potiers d’étain, il a élargi considérablement la connaissance de cet art trop souvent méconnu, grâce à ses « recherches minutieuses dans les collections européennes et américaines, publiques et privées  ». Il a très largement contribué à la découverte des étains étrangers, particulièrement européens.
Il fut chargé de conférences au Conservatoire National des Arts et Métiers, à l'École Nationale du Patrimoine ainsi qu’à l'École du Louvre, et professeur à l'Institut d'études supérieures des arts (IESA).

### Ouvrages
- 250 Poinçons d'étain - Faux, copies, imitations, trucages, chez l'auteur, Paris, 1970.
- Les Étains, des origines au début du XIXe siècle, en collaboration avec Claude Frégnac, Office du Livre, Fribourg, 1978.
- « L'Orfèvrerie d'étain », in Orfèvrerie française de Véronique Alemany-Dessaint, Baschet et Cie, Paris, 1988.
- Le Luminaire d'argent en France (1672-1791), pour une politique du classement, en collaboration avec Bernard Deloche, Ministère de la Culture et Université Jean Moulin (Lyon 3), 1988.
- « Étains et potiers d'étain d'Étampes », in Catalogue du Salon des Antiquaires d'Étampes, 1988.
- « Les étains sedanais », in Les Trésors de la principauté de Sedan, catalogue de l'exposition, Sedan, 1992.
- Étains et maîtres potiers d'étain, Paris 1643-1791, en collaboration avec Michel Schonn, préface de Catherine Arminjon, chez les auteurs, Paris, 2013.
- Bernard Deloche : L'art des bossetiers lyonnais (XVIIe-XIXe s.), 96 p., préface de Philippe Boucaud - Aléas, Lyon, 1996.